# Базар дивацтв
«Базар дивацтв» (англ. «Bazaar of the Bizarre») — американська фентезійна повість піджанру меч і чари, що був написаний письменником німецького походження Фріцом Лайбером і виданий у 1963 році. «Базар дивацтв» — частина циклу творів «Фафгрд та Сірий Мишолов» (англ. «Fafhrd and the Gray Mouser»). Вперше опублікований у 1963 році у часописі «Fantastic», він перевидавався декілька разів, у тому числі як окреме видання. Ця повість є частиною антології «Закляття семи» (англ. «The Spell of Seven») за редакцією Лайона Спрег де Кемпа.

## Сюжет
Однієї ночі в Ланхмарі чарівники Нінґаубль Семиокий і Шильба Безокий об'єднують свої зусилля і викликають Фафгрда і Сірого Мишолова для виконання місії. Вони повинні проникнути на Площу Темних Насолод і знищити нелегальний базар, створений там Пожирачами, іншопланетними торговцями, які магічним чином зачаровують покупців, змушуючи їх купувати дорогі товари, які насправді є нікчемним мотлохом. Однак Мишолов прибуває раніше за нього і заманює на базар. Фафгрд, якому допомагають лише Пов'язка Істинного Бачення та Плащ-невидимка, подаровані йому чарівниками, повинен виконати місію самотужки.
Це він і робить, борючись не лише з зачарованим мишоловом, але й з ожилими скелетами та живими статуями, проти яких його зброя майже марна. На щастя, йому вдається втекти та врятувати Мишолова, який все ще загіпнотизовано вірить, що мотлох, який він бачить, насправді є цінним, в тому числі книги стародавніх заклинань.